# Georgi Bachev
Georgi Bachev était un footballeur bulgare né le 18 avril 1977 à Blagoevgrad.

## Carrière
- 1993-1995 : Pirin Blagoevgrad  Bulgarie
- 1995-1998 : Slavia Sofia  Bulgarie
- 1999 : Levski Sofia  Bulgarie
- 2000 : Slavia Sofia  Bulgarie
- 2000-2002 : Levski Sofia  Bulgarie
- 2003-2004 : Slavia Sofia  Bulgarie
- 2004-2007 : Vihren Sandanski  Bulgarie

## Sélections
- 13 sélections et 1 but avec l'équipe de Bulgarie de 1997 à 1999.